# Eino ja Aapeli
Eino ja Aapeli ist ein finnisches Pop-Duo, bestehend aus den Zwillingen Eino Koivikko (* 2008) und Aapeli Koivikko (* 2008).

## Leben und Wirken
Eino und Aapeli gerieten erstmals ins Blickfeld der Öffentlichkeit, als sie 2017 in dem Musikvideo Hula Hula des Sängers Robin Packalen mitwirkten. Nach diesem ersten Auftritt begannen sie, sich mehr für die Medienwelt zu interessieren. Mit Hilfe von Universal Music gründeten sie einen Youtube-Kanal, auf dem sie verschiedene finnische Popmusiker interviewten.
Am 3. Oktober 2018 erschien mit Mä voisin olla se (dt. etwa: Ich könnte es sein) die erste Single von Eino und Aapeli. Sie erreichte Platz 15 in den finnischen Charts. Weitere Singles folgten.

## Diskografie

### Singles
| Jahr | Titel Album       | Höchstplatzierung, Gesamtwochen, AuszeichnungChartsChartplatzierungen (Jahr, Titel, Album, Platzierungen, Wochen, Auszeichnungen, Anmerkungen) | Anmerkungen |
| Jahr | Titel Album       | FI | Anmerkungen |
| ---- | ----------------- | --- | ----------- |
| 2018 | Mä voisin olla se | FI15 (2 Wo.)FI |             |
| 2018 | Jouluralli        | FI22 (- Wo.)FI |             |

Weitere Singles
- 2019:
  - Kahdestaan
  - Älä tule paha kesä
  - Selkä vasten selkää
  - Jouluralli 2
- 2020:
  - Sadetanssi
  - Ooppa

### Alben
Das erste und bislang einzige Album Selkä vasten selkää erschien digital am 4. September 2020.